# Mecklenburgs voetbalkampioenschap 1904/05
In 1904/05 werd het eerste Mecklenburgs voetbalkampioenschap gespeeld, dat georganiseerd werd door de Mecklenburgse voetbalbond. Schweriner FC 03 werd kampioen, er was nog geen verder eindronde waaraan de club deelnam.

## Eindstand
| Plaats | Club                       | Wed. | W | G | V | Saldo | Ptn |
| ------ | -------------------------- | ---- | - | - | - | ----- | --- |
| 1.     | Schweriner FC 03           | 4    |   |   |   |       |     |
| 2.     | FC Elite Wismar            | 4    |   |   |   |       |     |
| 3.     | FC Vorwärts 04 Schwerin    | 4    |   |   |   |       |     |
| 4.     | Schweriner FC 03 II        | 4    |   |   |   |       |     |
| 5.     | FC Vorwärts 04 Schwerin II | 4    |   |   |   |       |     |

|  | Kampioen |